# Sacun Saquilá
Sacun Saquilá är en ort i Mexiko.   Den ligger i kommunen Chilón och delstaten Chiapas, i den sydöstra delen av landet, 800 km öster om huvudstaden Mexico City. Sacun Saquilá ligger 909 meter över havet och antalet invånare är 252.
Terrängen runt Sacun Saquilá är kuperad. Runt Sacun Saquilá är det ganska glesbefolkat, med 50 invånare per kvadratkilometer. Närmaste större samhälle är Sacún Cubwitz, 3,1 km nordväst om Sacun Saquilá. I omgivningarna runt Sacun Saquilá växer i huvudsak städsegrön lövskog.